# Liste der Biografien/Jaci
Liste der Biografien |
Portal Biografien |
Personensuche
# |
A |
B |
C |
D |
E |
F |
G |
H |
I |
J |
K |
L |
M |
N |
O |
P |
Q |
R |
S |
T |
U |
V |
W |
X |
Y |
Z |
?
 
Ja |
Jb |
Jd |
Je |
Jh |
Ji |
Jj |
Jl |
Jn |
Jm |
Jo |
Jp |
Jr |
Js |
Jt |
Ju |
Jv |
Jw |
Jy
 
Jaa |
Jab |
Jac |
Jad |
Jae |
Jaf |
Jag |
Jah |
Jai |
Jaj |
Jak |
Jal |
Jam |
Jan |
Jao |
Jap |
Jaq |
Jar |
Jas |
Jat |
Jau |
Jav |
Jaw |
Jax |
Jay |
Jaz
 
Jaca |
Jacc |
Jace |
Jach |
Jaci |
Jack |
Jacl |
Jacm |
Jacn |
Jaco |
Jacq |
Jacs |
Jacu |
Jacz
Die Liste der Biografien führt alle Personen auf, die in der deutschsprachigen Wikipedia einen Artikel haben. Dieses ist eine Teilliste mit 10 Einträgen von Personen, deren Namen mit den Buchstaben „Jaci“ beginnt.

## Jaci

### Jacim
- Jacimović, Dragoljub (* 1964), nordmazedonischer Schachspieler

### Jacin
- Jacini, Stefano (1826–1891), italienischer Politiker, Mitglied der Camera dei deputati
- Jacinto de Biasi, Ezequiel (* 1993), brasilianischer Fußballspieler
- Jacinto, Andreia (* 2002), portugiesische Fußballspielerin
- Jacinto, António (1924–1991), angolanischer Dichter, Geschichtenerzähler und politischer Aktivist
- Jacinto, Elisabete (* 1964), portugiesische Rallye-Raid-Fahrerin
- Jacinto, Emilio (1875–1899), philippinischer Revolutionär und Gehirn des Katipunan
- Jacinto, Manny (* 1987), philippinisch-kanadischer SchauspielerManny Jacinto (* 1987)

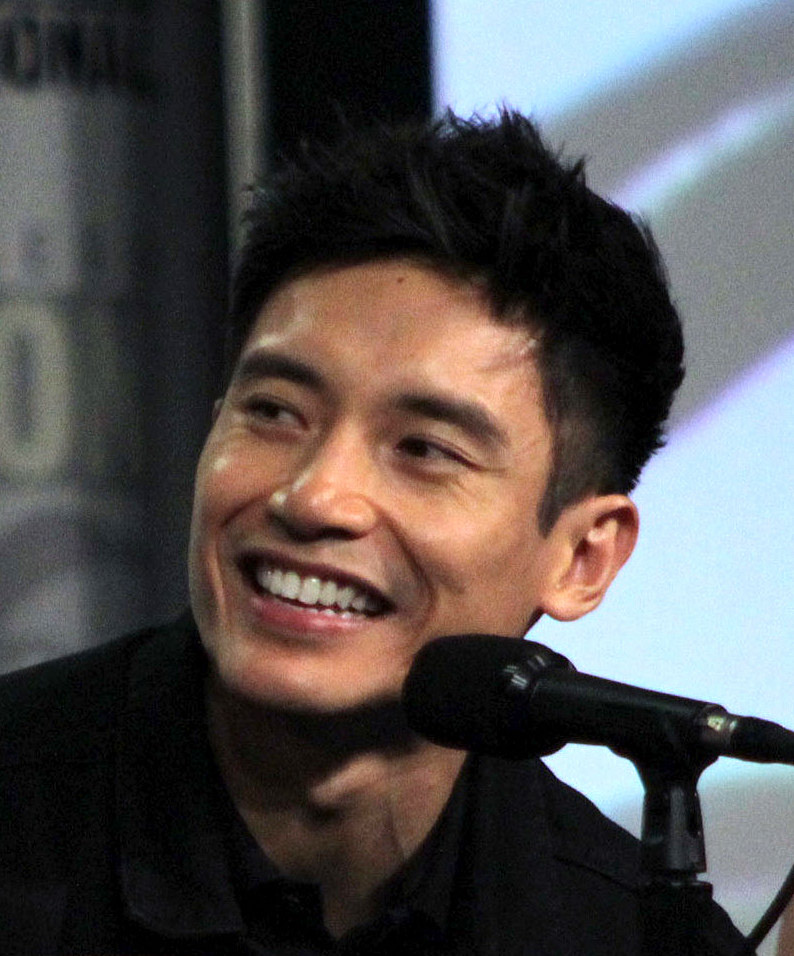
Manny Jacinto (* 1987)

### Jacir
- Jacir, Annemarie (* 1974), palästinensisch-US-amerikanische Regisseurin, Drehbuchautorin und Produzentin
- Jacir, Emily (* 1970), palästinensische Künstlerin